# Anh ba khía
Anh ba khía là một bộ phim truyền hình được thực hiện bởi Hãng phim Xuân Phước do Xuân Phước làm đạo diễn. Phim phát sóng vào lúc 20h00 từ thứ 2 đến thứ 7 hàng tuần bắt đầu từ ngày 26 tháng 12 năm 2019 và kết thúc vào ngày 15 tháng 2 năm 2020 trên kênh THVL1.
Tại thời điểm phát sóng, bộ phim đã đạt được vị trí cao nhất là đứng đầu bảng xếp hạng lượng người xem ở hai khu vực Thành phố Hồ Chí Minh và Cần Thơ, đồng thời là phim Việt Nam được xem nhiều nhất trên nền tảng THVLi.

## Nội dung
Anh ba khía xoay quanh Ba Khía (Lương Thế Thành) – con trai ông Hai Còng (Hoài Linh) – hiền lành, chất phác đúng kiểu miệt vườn, sống bằng nghề vận chuyển hàng cho các chủ vựa và bà con nuôi thủy sản. Ba Khía hòa đồng, hay giúp đỡ người khác nên láng giềng quý mến. Dù vậy, bà Hai Lương (Phi Nhung), mẹ kế Ba Khía, luôn hà khắc, gây khó dễ với anh. Ông Hai Còng thường bênh vực Ba Khía nên gia đình không yên ấm...

## Diễn viên
- Hoài Linh trong vai Ông Hai Còng[6][7]
- Phi Nhung trong vai Bà Hai Lương[8]
- Công Ninh trong vai Ông Tùng
- Lương Thế Thành trong vai Ba Khía[9]
- Lê Bê La trong vai Ngọc Mai[10]
- Huy Cường trong vai Sáu Hẹn
- Mỹ Linh trong vai Út Mén
- Nguyễn Sanh trong vai Ông Hùng
- Thiên Hương trong vai Bà Ngọc
- Bùi Lê Kim Ngọc trong vai Trinh
- Linh Tý trong vai Hai Tiền
- Quách Cung Phong trong vai Thanh Lịch
- Phi Phụng trong vai Bà Tư Lẹ
- Hoàng Sơn trong vai Ông Tư Lẹ
- Phương Dung trong vai Bà Chín
- Lê Huỳnh trong vai Anh Ba
- Sơn Hải trong vai Ông Bảy Tửu
- Lucy Như Thảo trong vai Thắm
- Trọng Đức trong vai Út Đực

Cùng một số diễn viên khác....

## Ca khúc trong phim
Bài hát trong phim là ca khúc "Anh ba khía" do Sơn Hạ sáng tác và thể hiện.